# Cricotopus albitibia
Cricotopus albitibia är en tvåvingeart som först beskrevs av Walker 1848.  Cricotopus albitibia ingår i släktet Cricotopus och familjen fjädermyggor. Inga underarter finns listade i Catalogue of Life.